# Wilhelmstraße (Braunschweig)
Die Wilhelmstraße in der Innenstadt Braunschweigs verläuft vom Ritterbrunnen über den Steinweg und die Fallersleber Straße hinweg bis zur Wendenstraße. Sie wurde 1835 nach dem regierenden Herzog Wilhelm benannt. Die ehemals durch Fachwerkhäuser geprägte Straße verlor durch die Zerstörungen während des Zweiten Weltkriegs und nachfolgende Umgestaltungen ihren ursprünglichen Charakter.

## Geschichte

Wilhelmstraße um 1900, in der Mitte das Kalmsche Haus

Die im Weichbild Hagen verlaufende Wilhelmstraße wurde 1330 als by deme graven, bei dem Graben, bezeichnet. In der Straßenmitte floss vom Ritterbrunnen bis zum Wendentor ein Okergraben. Die gegenüberliegenden Straßenseiten waren über 17 Brücken und Übergänge miteinander verbunden. Das Teilstück der Wilhelmstraße zwischen Steinweg und Fallersleber Straße hieß vormals Steingraben, während der ehemalige Wendengraben die Fallersleber Straße mit dem Wendentor verband. Ab 1835 wurde der Straßenzug kanalisiert und zu Ehren des regierenden Herzogs Wilhelmstraße genannt. Mit der Kanalisierung stand die vormalige Grabenfläche als Fahrstraße zur Verfügung, wodurch insgesamt eine im Vergleich zu anderen Straßen der Braunschweiger Innenstadt außergewöhnliche Breite resultiert. Bis 1870 unterschied man noch die nördliche und südliche Wilhelmstraße. Aufgrund baulicher Mängel der über 120 Jahre alten Entwässerungskanäle wurden im Jahr 2012 umfangreiche Erneuerungen der nördlichen Wilhelmstraße durchgeführt.

## Bebauung

### Historische Bauten

#### Barock-Palais und späterer Wilhelmsgarten (Wilhelmstraße 20)

Wilhelmsgarten im Jahr 1898

An der Ecke Wilhelmstraße/An der Katharinenkirche stand ein 1512 errichtetes Haus, das 1755 in ein Barock-Palais umgestaltet wurde. Prominenteste Bewohner waren Maria Antonia von Branconi, herzogliche Mätresse und Freundin Goethes, sowie der spätere preußische Staatskanzler Karl August von Hardenberg, der das Haus von 1782 bis 1793 bewohnte. Das seit 1861 als Gasthaus genutzte Gebäude war seit 1873 unter dem Namen Wilhelmsgarten bekannt. Es wurde 1894 durch Einbeziehung angrenzender Grundstücke zum größten Gesellschaftshaus der Stadt umgebaut. Der Bau wurde während des Zweiten Weltkriegs zerstört und nicht wieder aufgebaut. In dem Bereich befindet sich jetzt das Gebäudeensemble des Finanzamtes Braunschweig.

#### Intendantur-Gebäude (Wilhelmstraße 21)
Der zwischen 1834 und 1836 nach Entwürfen Carl Theodor Ottmers südlich der Katharinenkirche errichtete Gebäudekomplex diente der Verwaltung des am Hagenmarkt gelegenen Hoftheaters. Hier waren Intendantur, Kasse, Probensäle, Malersaal und Magazine sowie Wohnräume für das Personal integriert. Die Reste des während des Zweiten Weltkriegs zerstörten Gebäudes wurden in den 1950er Jahren abgetragen.
Zur Zeit des Nationalsozialismus residierten SD und SS in der Wilhelmstraße 21.

#### Gauß’ Geburtshaus (Wilhelmstraße 30)

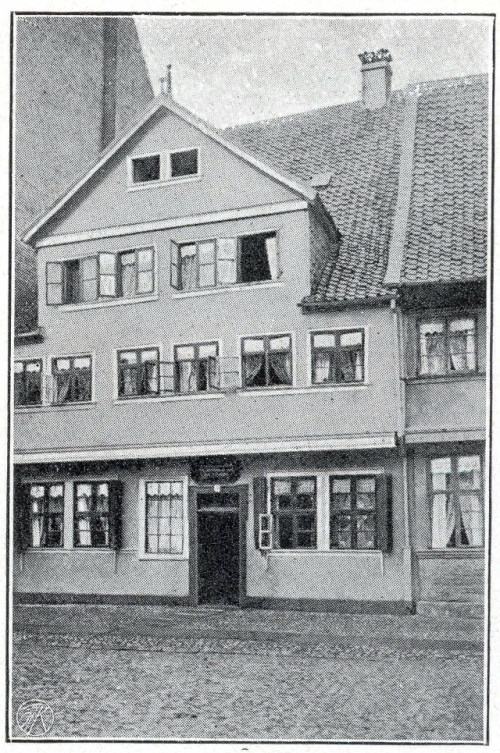
Geburtshaus von Carl Friedrich Gauß

Im Haus Wilhelmstraße Nr. 30 wurde am 30. April 1777 Carl Friedrich Gauß geboren. Der spätere Mathematiker, Astronom, Geodät und Physiker wuchs in Braunschweig auf, bevor er 1795 an die Universität Göttingen ging. Das mittelalterliche Fachwerkhaus wurde 1927 von der Stadt Braunschweig gekauft. Im Jahre 1929 wurde darin das Gauß-Museum eingerichtet. Der Bau wurde im Zweiten Weltkrieg vollständig zerstört. Wichtige gerettete Ausstellungsstücke befinden sich heute im Städtischen Museum sowie im Stadtarchiv Braunschweig.

#### Kalmsches Haus (Wilhelmstraße 95)

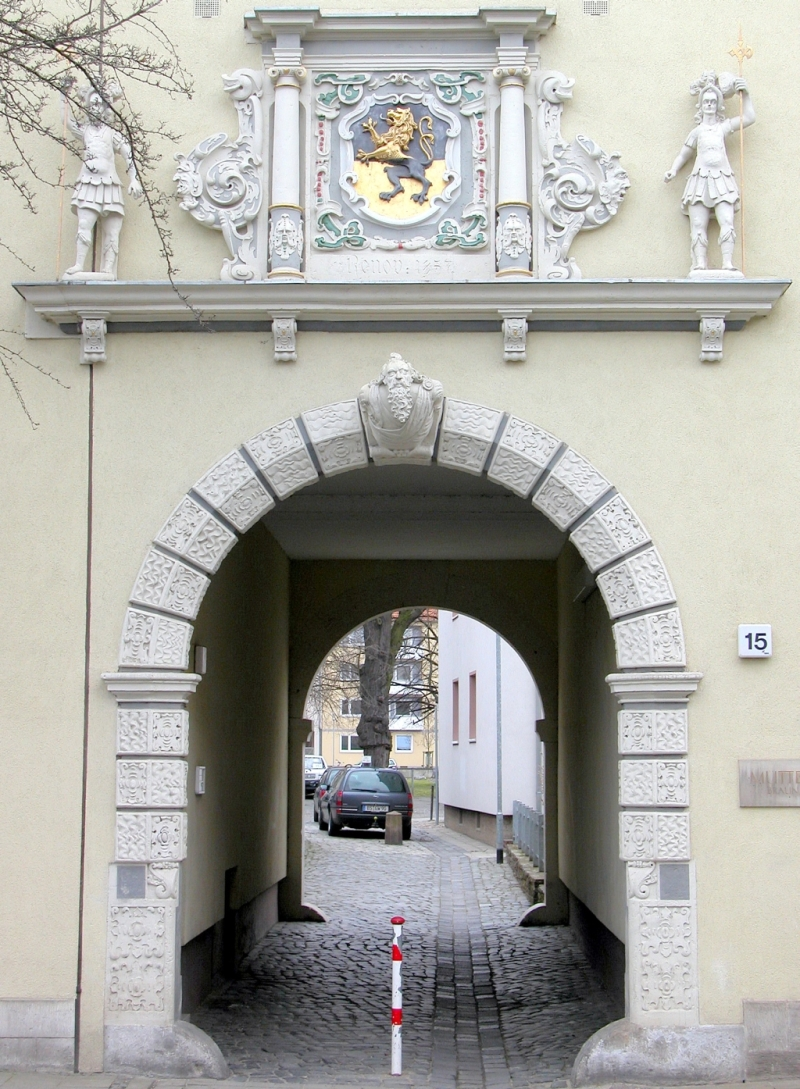
Umgesetztes Portal des zerstörten Kalmschen Hauses am neuen Standort Reichsstraße

Im Jahre 1619 wurde an der Straßenecke zur Abelnkarre durch den Bürgermeister Wilhelm Kalm ein großes Patrizierhaus errichtet. Der Bau wurde seit 1830 als Mädchenbürgerschule genutzt. Das Gebäude wurde während des Zweiten Weltkriegs zerstört. Erhalten ist das Renaissance-Portal, welches am Haus Reichsstraße 15 als Durchgang zur Opfertwete wieder errichtet wurde.

#### Lichtwerk
Für die elektrische Beleuchtung der Innenstadt wurde am 1. April 1900 ein Gleichstrom-Lichtwerk an der Wilhelmstraße in Betrieb genommen.

### Heutige Bebauung

#### Druckhaus Oeding (Wilhelmstraße 1)
Im Jahre 1797 gründete Karl Reichard in Braunschweig eine Buchdruckerei, die 1881 von Hans Oeding übernommen wurde und seit 1883 unter dem Namen Oeding geführt wird. 1891 erschien im Verlag Oeding das erste Braunschweiger Telefonbuch. Der Betrieb wurde nach Kriegszerstörungen zwischen 1948 und 1955 neu aufgebaut. Seit 2014 findet sich in dem Gebäude das Studierendenwerk OstNiedersachsen und ein Studentenwohnheim.

#### Finanzamt (Wilhelmstraße 4)
In den Jahren 1956/57 wurde ein Neubau des Finanzamtes Braunschweig-Stadt an der Wilhelmstraße errichtet. Die Dienststellen zogen im Oktober und November 1957 in das Gebäude.

#### Gewerkschaftshaus (Wilhelmstraße 5)
Am 9. April 1953 wurde das neue Gewerkschaftshaus eingeweiht. Ein Neubau wurde im Sommer 2005 fertiggestellt.